# John Copley
John Singleton Copley, 1er baron Lyndhurst (né le 21 mai 1772 à Boston et mort le 12 novembre 1863) est un avocat et homme politique britannique. Il est lord chancelier de Grande-Bretagne à trois reprises.

## Biographie
Lyndhurst naît à Boston, dans le Massachusetts. Il est le fils du peintre John Singleton Copley et de son épouse Susanna Farnham (née Clarke). Il étudie dans une école privée puis au Trinity College de l'université de Cambridge dont il sort second wrangler.
Admis au barreau au sein de la Lincoln's Inn en 1804, il acquiert une grande expérience. Il est nommé serjeant-at-law le 6 juillet 1813. En 1817, il est l'un des avocats de James Watson lors de son procès pour sa participation aux émeutes (en) de Spa Fields (en). Il est alors remarqué par Lord Castlereagh et d'autres Tories de premier plan et entre au parlement comme député de Yarmouth, dans l'île de Wight. Il siège ensuite pour Ashburton (1818-1826) et l'université de Cambridge (1826-1827).
Copley est nommé sergent du roi et juge en chef de Chester en décembre 1818. Il devient solliciteur général le 24 juillet 1819, avant d'être fait chevalier en octobre, puis d'être nommé procureur général en 1824, Master of the Rolls (troisième plus important juge du royaume) en 1826 et enfin Lord Chancelier en 1827. À cette occasion, il est élevé à la pairie avec le titre de Baron Lyndhurst, d'après Lyndhurst dans le Hampshire. En tant que solliciteur général, il joue un rôle important dans le procès de la reine Caroline.
Il s'oppose aux mesures libérales qui marquent la fin du règne de George IV et les débuts de celui de Guillaume IV. Chief Baron of the Exchequer de 1831 à 1834, il exerce à nouveau la fonction de Lord Chancelier dans le gouvernement tory de Robert Peel de novembre 1834 à avril 1835. Il s'illustre par son obstruction à la Chambre des lords pendant le gouvernement whig du vicomte Melbourne de 1835 à 1841. Son ancien adversaire Lord Brougham, irrité par la façon dont il est traité par les chefs whigs, se révèle être son meilleur allié au sein de l'opposition. Lord Chancelier pour la troisième fois de 1841 à 1846, Lyndhurst s'oppose à toute réforme concernant l'émancipation des catholiques ou les Corn Laws jusqu'à ce que Peel ouvre la voie à des concessions.
Après la division du parti Tory en 1846 qui suit l'adhésion de Peel au libre-échange, Lyndhurst diminue la fréquence de sa participation aux activités parlementaires, mais continue de porter un vif intérêt aux affaires publiques. Son intervention à la Chambre des lords, le 19 juin 1854, à propos de la guerre avec la Russie, fait sensation en Europe. Tout au long de la guerre, il se fait le défenseur d'une poursuite énergique de la guerre. Il dénonce Napoléon III en 1859. Il prononce son dernier discours à la Chambres des Lords à quatre-vingt-neuf ans, en 1861.

### Famille
Lyndhurst épouse en 1819 Sarah, fille de Charles Brunsden et veuve du lieutenant-colonel Charles Thomas, tué à Waterloo. Elle meurt en 1834 et, trois ans plus tard, en août 1837, Lyndhurst épouse en secondes noces Georgina Goldsmith, née en 1807 et fille de l'auteur Lewis Goldsmith, de Paris. De cette union naît une fille, Georgiana Susan Copley, qui épouse Charles Du Cane, gouverneur de Tasmanie.
L'influence de sa seconde femme, d'origine juive, joue peut-être un rôle dans le soutien qu'apporte Lyndhurst à l'acte d'émancipation des Juifs (en) en 1858, qui ouvre à ces derniers la possibilité d'être membre du Parlement. Lyndhurst défend également le droit des femmes en matière de divorce.
Il meurt à Londres le 12 octobre 1863. En l'absence d'héritier mâle, sa pairie s'éteint. Son épouse meurt à Londres le 22 décembre 1901, à l'âge de quatre-vingt-quatorze ans.